# Agiommatus geethae
Agiommatus geethae är en stekelart som beskrevs av Sureshan och T.C. Narendran 1996. Agiommatus geethae ingår i släktet Agiommatus och familjen puppglanssteklar. Inga underarter finns listade i Catalogue of Life.